# خنب
خنب (کاشان)، روستایی از توابع بخش مرکزی شهرستان کاشان و در ۱۰ کیلومتری این شهرستان و در استان اصفهان ایران است.

## جمعیت
این روستا در دهستان کوهپایه قرار دارد و براساس سرشماری مرکز آمار ایران در سال ۱۳۸۵، جمعیت آن ۲۸۹ نفر (۷۵خانوار) بوده‌است.

## امامزاده طاهر خنب
آستان امامزاده طاهر در روستای خنب نبش جاده اصلی این روستا واقع شده‌است.
قدمت بنای ساختمان امامزاده قدیمی و به حدود هفت صد ۷۰۰ سال پیش می‌رسد که ضلع شمالی آن جدیداً آجرنما بازسازی شده و گنبدی مخروطی شکل که ارتفاع آن از کف به ۱۲ متر روی این بقعه قرار دارد.